# Nils Andersson (ishockeyspelare)
Nils Andersson, född 15 oktober 1991 i Umeå, är en svensk före detta professionell ishockeyspelare.

## Karriär
Andersson började sin karriär i IF Björklöven, men gick hösten 2010 över till Växjö Lakers när IF Björklöven blivit nekade elitlicens för Hockeyallsvenskan och  nedgraderades till Division 1 i det svenska seriesystemet. Säsongerna 2012/2013 och 2013/2014 spelade han för Djurgårdens IF, och säsongerna 2014/2015 till 2017/2018 för Malmö Redhawks.
Hösten 2018 gick han över till HV71, men i sin andra säsong, den 21 december 2019, utsattes Andersson sin andra hjärnskakning på kort tid. Efter en mödosam tid med problem med huvudvärk och kontakt med en neurolog meddelade Andersson i september 2020 att han slutgiltigt lägger av med ishockeyn.

### Familj
Nils Anderssons är son till ishockeyspelaren Torbjörn Andersson som gjorde 378 Elitseriematcher för IF Björklöven under 70- och 80-talet.